# Jerney Kaagman
Christina Henriette (Jerney) Kaagman (L'Aia, 9 luglio 1947) è una cantante olandese che ha militato nel gruppo di rock progressivo Earth & Fire.

## Biografia
Il suo primo gruppo sono i The Rangers, una formazione messa in piedi con dei compagni di scuola.
Nel 1969 entra negli Earth & Fire. La sua voce lamentosa e malinconica colorisce in maniera particolare la musica del gruppo (che vantava anche la particolarità della voce femminile).
Dal 1974 è legata sentimentalmente (e successivamente lo sarà anche artisticamente) al bassista dei Focus, Bert Ruiter. Nel 1983 il gruppo si scioglie e intraprende una carriera solistica. Nel 1987 è coinvolta nuovamente con i riformati Earth & Fire, con i quali pubblica un nuovo album, Phoenix.
Nel maggio 1993 posa nuda per la versione olandese della rivista Playboy, mentre nel 2002 è coinvolta nella trasmissione televisiva Idols.

## Discografia

### Discografia con Earth and Fire

#### Album
- 1970 - Earth and fire
- 1971 - Song of the Marching Children
- 1973 - Atlantis
- 1975 - To the World of the Future
- 1977 - Gate to Infinity
- 1979 - Reality Fills Fantasy
- 1981 - Andromeda Girl
- 1982 - In a State of Lux
- 1989 - Phoenix

#### Singoli
- 1970 - Seasons / Hazy paradise
- 1970 - Ruby is the one / Mechanical lover
- 1970 - Wild and exciting / Vivid shady land
- 1971 - Invitation / Song of the marching children
- 1971 - Storm and thunder / Lost forever
- 1972 - Memories / From the end till the beginning
- 1973 - Maybe tomorrow, maybe tonight / Theme from Atlantis
- 1974 - Love of life / Tuffy the cat
- 1975 - Only time will tell / Fun
- 1975 - Thanks for the love
- 1976 - What difference does it make
- 1977 - 78th avenue / Dizzy raptures
- 1979 - Weekend / Answer me
- 1980 - Fire of love / Season of the falling leaves
- 1981 - Rallye monte-carlo (Weekend)
- 1981 - Dream / Jerney's day off
- 1981 - Tell me why / What more could you desire
- 1982 - Love is an ocean / You
- 1982 - Twenty four hours / Strange town
- 1983 - Jack is back / Hide away
- 1983 - The two of us / Love is to give away

### Discografia solista

#### Album
- 1984 - Made on Earth
- 1987 - Run

#### Singoli
- 1984 - Allright, Here I am/Willow Tree
- 1984 - I Will Love You Endlessly/Misery
- 1984 - My Mystery Man/Misery
- 1985 - I'll Take It/Misery
- 1986 - Victim of the Night/Theme from V.O.N
- 1987 - Running Away from Love/Dance to the Music
- 1988 - Queen of Hearts/You've got to believe
- 1988 - Don't Say It /I Don't Wanna talk about It